# Saco (Ceiba)
Saco es un barrio ubicado en el municipio de Ceiba, en el Estado libre asociado de Puerto Rico. En el Censo de 2010, tenía una población de 1815 habitantes y una densidad poblacional de 482,63 personas por kilómetro cuadrado.

## Geografía
Saco se encuentra ubicado en las coordenadas 18°16′34″N 65°40′9″O / 18.27611, -65.66917. Según la Oficina del Censo de los Estados Unidos, Saco tiene una superficie total de 3.76 km², de la cual 3.75 km² corresponden a tierra firme y (0.21 %) 0.01 km² es agua.

## Demografía
Según el censo de 2010, había 1815 personas residiendo en Saco. La densidad de población era de 482,63 hab./km² (habitantes por kilómetro cuadrado). De los 1815 habitantes, Saco estaba compuesto por el 68.32 % de blancos, el 13.33 % de afroamericanos, el 0.83 % de amerindios, el 12.56 % de otras razas, y el 4.96 % de dos o más razas. Del total de la población, el 98.35 % eran hispanos o latinos de cualquier raza.